# Luigi Albani
Luigi Albani (ur. 24 maja 1928 w Rzymie, zm. 31 stycznia 1993) – włoski piłkarz grający na pozycji bramkarza. Reprezentował między innymi barwy AS Roma. Rozegrał 50 spotkań w Serie A, w barwach Romy. 

## Sukcesy

### AS Roma:
- Serie B (1951/1952)[3]